# Daïra d'El Aouana
La daïra d'El Aouana est une daïra d'Algérie située dans la wilaya de Jijel et dont le chef-lieu est la ville éponyme d'El Aouana.

## Localisation
La daïra est située au sud-ouest de la wilaya de Jijel.

## Communes de la daïra
La daïra est composée de deux communes : El Aouana et Selma Benziada.